# Goosen
Goosen Állam (angolul: State of Goshen) 1882 és 1883 között fennállt búr államalakulat volt a mai Botswana területén. Megszűntét követően előbb az Egyesült Stellalandi Államok nevű búr államszövetséghez csatlakozott, majd a Brit Becsuánaföldhöz csatolták és a búrok kiürítették a területét. Ennek ellenére a terület továbbra is a búr-angol területi viták témája maradt és a második búr háború kirobbanásának egyik oka lett.
Goosen Állam nevét a búrok a bibliai Gósen földjének nevéből vették. A Teremtés könyve szerint (45,9-10) Jákob pátriárka és családja telepedett meg Egyiptom ezen részén, majd utódaik, a zsidó nép innen vándoroltak ki Mózes vezetése alatt.

## Előzmények
A búrok érkezése előtt cvána és ǃkora népcsoportok egymással is gyakran hadakozó törzsei uralták a térséget. A Becsuánaföldet uraló britek szintén igényt tartottak a térségre, különösen két törzs területére, a Mankurwane és Montshiwa, melyek az angolokkal bensőséges viszonyban álltak, továbbá Moshoette és Massouw törzsek földjére.
A nyugatról elvándorolt búrok, a voortrekkerek a 19. század közepén telepedtek le itt. Az 1880-as években háború robbant ki a Moshoette, valamint a Mankurwane és Montshiwa törzsek között, melybe a búrok is beavatkoztak a Moshoette törzs oldalán. A búrok megszerezték a Montshiwa törzstől Mafekinget (ma Mahikeng), illetve a segítség meghálálásaképp a Moshoette törzs főnöke átadta a búroknak Mankurwane földjét, amely több mint 2500 hektárt jelentett.

## Az állam létrejötte és határai
A Nicolaas Claudius Gey van Pittius vezette búrok azonnal megszervezték új közösségüket az elfoglalt régióban. 1882. november 21-én hivatalos kiáltványban deklarálták Goosen függetlenségét és megalapították Rooigrond városát, az állam első fővárosát. A város maga nem volt több, mint egy erődített tanyavilág néhány vályogházzal és pár tucat lakóval, ami Mafeking közelében feküdt.
Az állam lobogója a Transvaal Köztársaság zászlóját, a Vierkleur-t vette alapul. Tervezője szintén van Pittius volt, aki a színeket a Német Birodalom fekete-fehér-vörös trikolórjából adoptálta, míg az oldalsó vízszintes csík a zöld maradt.
A fővárost 1883-ban áttették Mafekingbe.
Az állam határa északon a Molopo folyó volt, keleten Transvaal határolta.

## Az állam megszűnése
1883. augusztus 6-án Goosen úgy döntött, hogy egyesül a szomszédos Stellalandi Köztársasággal. E két állam alkotta a Stellalandi Egyesült Államokat.
Az angol kormány eleinte nem vett tudomást a szaporodó búr köztársaságokról, ám Cecil Rhodes helyi angol magántőkés felismerte, hogy a búr államok akár egyesülve, akár külön-külön de blokkolhatják a nyugat-keleti áruforgalmat Fokföld és a Brit Közép-Afrika között (a mai Malawi és Zambia). Rhodes agitálni kezdett a fokföldi angol kormányzatnál, 1884-ben pedig társával, Frank Thompsonnal Stellalandba utazott, hogy rávegye a búrokat a Fokfölddel való egyesülésre. Stellaland hajlandóságot mutatott erre, ám Goosen nem. Thompson Rooigrondban felkereste van Pittiust is, hogy tárgyaljon vele, aki azonban letartóztatta. Később azzal engedte szabadon Thompsont, hogy üzenje meg Rhodesnek Goosen ragaszkodik a függetlenséghez és követelte a britektől a függetlenség elismerését.
Rhodes ténykedéseire válaszul Paul Kruger 1884. szeptember 16-án bejelentette, hogy Transvaal annektálja a Stellalandi Egyesült Államokat, hogy megvédje a búr területeket az angol uralomtól. Október 3-án Stephanus du Toit transvaali oktatásügyi miniszter Rooigrondba ment, ahol felvonták a Vierkleurt, a várost Heliopolissá nevezték át és hivatalosan is Transvaal részévé tették az államot.
1884 decemberében egy 4000 fős brit katonai expedíció Charles Warren tábornok vezetésével meghódította Stellalandot és Goosent, majd a Brit Becsuánaföldhöz csatolta, ezért búroknak ki kellett üríteniük a területet.